# Dicranum subsetosum
Dicranum subsetosum är en bladmossart som beskrevs av C. Müller 1897. Dicranum subsetosum ingår i släktet kvastmossor, och familjen Dicranaceae. Inga underarter finns listade i Catalogue of Life.